# Christin Steuer
Christin Steuer (* 6. März 1983 in Berlin-Buch) ist eine deutsche Wasserspringerin.

## Leben
Mit sechs Jahren begann Christin Steuer mit dem Wasserspringen. 1998 gewann sie Bronze vom Turm bei den Junioreneuropameisterschaften. Bei den Weltmeisterschaften 2001 erreichte sie mit dem neunten Platz ihre erste Platzierung in der Erwachsenenklasse. 2004 wurde sie Vierte bei den Europameisterschaften, erreichte aber dann bei den Olympischen Spielen 2004 als 28. der Qualifikation nicht das Finale. Bei den Europameisterschaften 2006 gewann Steuer Bronze vom Turm, ein Jahr später holte sie Bronze bei den Weltmeisterschaften. Bei den Schwimmeuropameisterschaften 2010 gewann sie Gold im Einzel vom Turm, mit ihrer Synchronpartnerin Nora Subschinski Gold im 10-m-Synchronspringen und zusammen mit Sascha Klein Gold im Teamwettbewerb. 2011 gewann Steuer bei den Europameisterschaften mit Subschinski Silber und bei den Weltmeisterschaften Bronze.
Steuer errang 14 Deutsche Meisterschaften. Sie startet für den SC Riesa und trainiert bei Uwe Fischer. Sie ist Sportsoldatin.
Vor den Olympischen Sommerspielen 2012 in London gehörte Steuer mit Beate Gauß, Christina Schütze, Regina Sergeeva und Angela Maurer zu fünf Athletinnen, die in der deutschen Ausgabe des Playboy nackt posierten.